# Tully (Queensland)
Pour les articles homonymes, voir Tully.
Tully (2 457 habitants) est une petite ville du Queensland, en Australie sur la Bruce Highway, à environ 140 km au Sud de Cairns et à 210 km au Nord de Townsville.
Tully doit son nom, depuis 1927, à la rivière qui la traverse: la Tully River (appelée auparavant Mackay River) du nom du Surveyor-General William Alcock Tully.
Avec plus de 4 m de précipitations par an et un record de 7,9 m en 1959, Tully dispute à Babinda le titre de ville la plus arrosée d'Australie.
L'économie de la région est basée sur l'agriculture avec notamment la culture des bananes et de la canne à sucre. Tully possède une petite sucrerie.
C'est à Horseshoe Lagoon, près de Tully que seraient apparus les premiers cercles de culture en 1966.